# Stone Hits: The Very Best of Angie Stone
Stone Hits: The Very Best of Angie Stone — сборник американской R&B и соул певицы Энджи Стоун, выпущенный в США 21 июня 2005 на лейбле J Records.
Альбом не включает оригинальную версию большого хита Энджи Стоун в Великобритании «Life Story», который занял 22-е место, остальные же композиции были включены в альбом.

## Список композиций
1. «Wish I Didn’t Miss You» 1 — 4:30
2. «Brotha» 1 — 4:28
3. «No More Rain (In This Cloud)» 2 — 4:42
4. «Stay for a While» 3 (совместно с Энтони Хамильтоном) 3 — 3:58
5. «I Wasn’t Kidding» 4 — 4:28
6. «I Wanna Thank Ya» 3 (совместно со Snoop Dogg) — 3:13
7. «Everyday» 2 — 3:28
8. «Pissed Off» 1 — 4:41
9. «More Than a Woman» 1 (совместно с Джо) — 4:29
10. «U-Haul» 3 — 3:51
11. «Bottles & Cans» 1  — 3:52
12. «Little Boy» 4  — 5:01
13. «Makings of You (Interlude)» 1  — 2:30
14. «Bone 2 Pic (Wit U)» 2  — 5:16
15. «Brotha Part II» 1 (совместно с Алишей Киз и Eve) — 3:45

## Английское издание
1. «Wish I Didn’t Miss You» (Pound Boys Stoneface Bootleg Remix) — 7:52
2. «Life Story» (Booker T Mix)

### Немецкое издание
1. «Wish I Didn’t Miss You» — 4:30
2. «Brotha» — 4:28
3. «Stay for a While» (совместно с Энтони Хамильтоном) — 3:58
4. «I Wasn’t Kidding» — 4:28
5. «I Wanna Thank Ya» (совместно со Snoop Dogg) — 3:13
6. «Pissed Off» — 4:41
7. «U-Haul» — 3:51
8. «Little Boy» — 5:01
9. «Lovers' Ghetto» 3 — 4:05
10. «Brotha Part II» (совместно с Алишей Киз и Eve) — 3:47
11. «Bottles & Cans» — 3:52
12. «Time of the Month» 1 — 4:09
13. «What U Dyin' For» (Live)  — 5:01
14. «Wish I Didn’t Miss You» (Pound Boys Stoneface Bootleg Remix) — 7:52
15. «Gotta Get to Know You Better» 4 — 3:52

- 1 С альбома Mahogany Soul
- 2 С альбома Black Diamond
- 3 С альбома Stone Love
- 4 Ранее не изданный трек

### История издания
| Страна         | Дата           | Лейбл    |
| -------------- | -------------- | -------- |
| США            | 21 июня 2005   | J        |
| Канада         | 21 июня 2005   | Sony     |
| Австралия      | 1 октября 2005 | Sony BMG |
| Великобритания | 7 ноября 2005  | BMG      |
| Германия       | 18 ноября 2005 | Sony BMG |
| Япония         | 7 декабря 2005 | BMG      |

| Чарт(2005)                            | Наивысшая позиция |
| ------------------------------------- | ----------------- |
| U.S. Billboard Top R&B/Hip-Hop Albums | 50                |